# Геть огіркового короля
«Геть огіркового короля» — радянський телефільм-спектакль, знятий в 1990 році режисером Ольгою Вихорковою за повістю австрійської письменниці Кристин Нестлінґер «Ми наплювали на огіркового короля» («Wir pfeifen auf den Gurkenkönig»).

## Сюжет
У родині Хогельманів несподівано з'явився огірковий король Кумі-Орі, злий правитель підземного царства, якого прогнали його піддані. З появою Кумі-Орі в родині почалися чвари. Діти Вольф і Нік спробували перевиховати огіркового короля і свого батька, який потрапив під вплив Кумі-Орі… Ключові фрази, за якими цей фільм-спектакль запам'ятовувався, — перли огіркового короля, зокрема: «Це путч! Їх путчило!», «Ми цього не регочемо», «Ваше лівацтво», «Ми не можити без макорони!» й інші.

## У ролях
- Сергій Пінегін —  огірковий король Кумі-Орі
- Володимир Миронов —  Вольфганг
- Олег Шкловський —  батько Вольфганга, Мартіни і Ніка
- Тетяна Яковенко —  Мартіна, сестра Вольфганга
- Галина Петрова —  мати, Лізель Хогельман
- Герман Коваленко —  дід Вольфганга, Мартіни і Ніка
- Андрій Пожитков —  Нік
- Віктор Бунаков —  головний редактор, поліцейський, Лабуга

## Знімальна група
- Автор сценарію:  Павло Френкель
- Режисер-постановник:  Ольга Вихоркова
- Оператор: Володимир Попков
- Композитор: Сергій Лазарев
- Художник: Віктор Кузнецов
- Текст пісень: Кирило Крастошевський